# Acmenosperma
Genre
Classification phylogénétique
Acmenosperma est un genre de plantes à fleurs de la famille des Myrtaceae. Ce genre est probablement invalide. Il était considéré comme proche du genre Syzygium. De fait, des travaux en 2006 ont montré que ses espèces devaient bel et bien être classées dans le genre Syzygium.
Aussi le genre Acmenosperma est-il probablement synonyme au genre Syzygium.

## Listes des espèces
Le genre n'a jamais contenu que deux espèces :
- Pour Acmenosperma claviflorum (Roxb.) Kausel, voir Syzygium claviflorum (Roxb.) Wall. ex A.M.Cowan & Cowan
- Pour Acmenosperma pringlei B.Hyland, voir Syzygium pringlei (B.Hyland) Craven & Biffin